# Filip Nedeljković
Filip Nedeljković (14 settembre 1987) è un giocatore di football americano serbo, che gioca nel ruolo di wide receiver per i Kragujevac Wild Boars.